# Rawafi al-Kusajr
Rawafi al-Kusajr – miejscowość w Egipcie, w muhafazie Sauhadż. W 2006 roku liczyła 19 581 mieszkańców.